# Vehicle elèctric

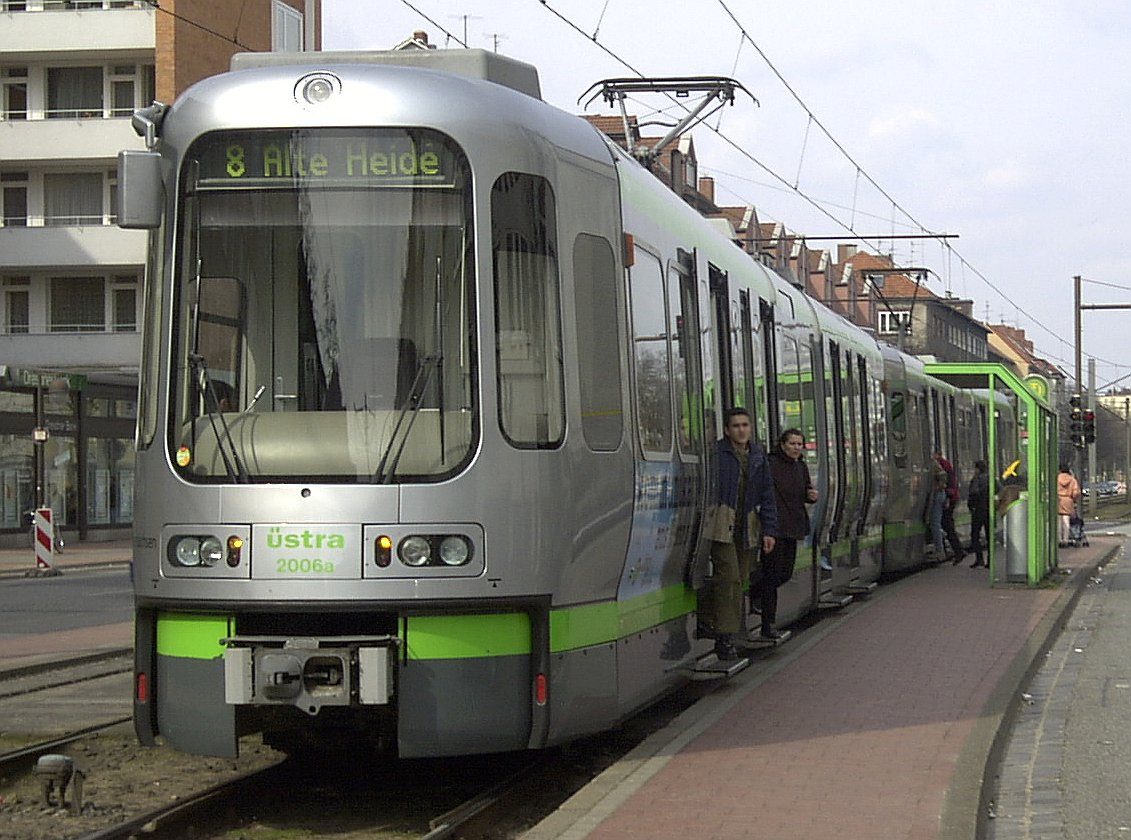
Un tramvia prenent el corrent d'un cable superior i retornant-lo per les vies i el terra

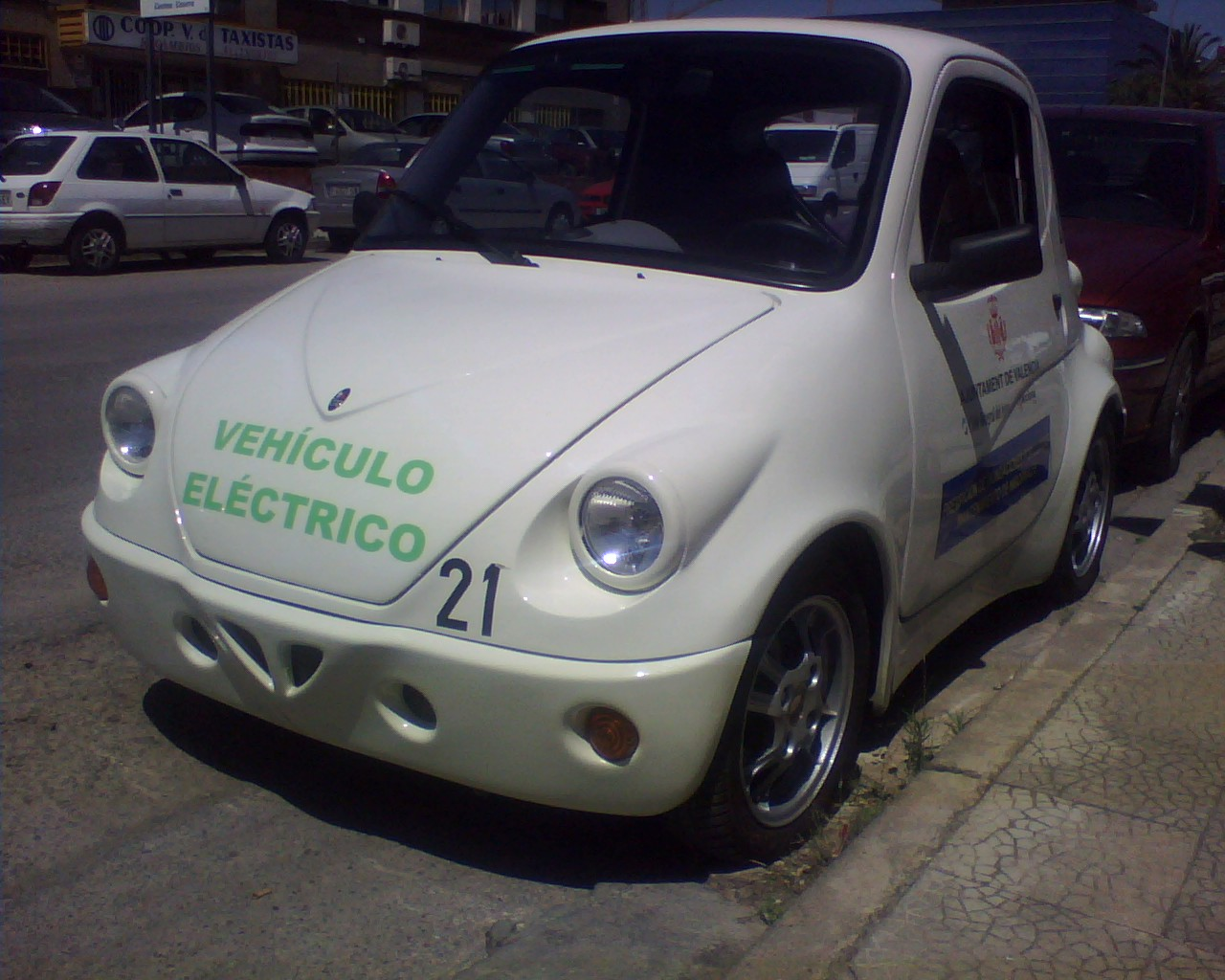
Vehicle elèctric propietat de l'Ajuntament de València.

Un vehicle elèctric és un vehicle que fa servir un o més motors elèctrics per desplaçar-se. Els vehicles elèctrics poden ser: 
- cotxes elèctrics,
- trens elèctrics,
- camions elèctrics,
- avions elèctrics,
- vaixells elèctrics,
- motocicletes i scooters elèctrics i
- naus espacials elèctriques.

Els vehicles elèctrics són diferents dels vehicles propulsats per combustibles fòssils en els següents punts:
- Reben la seva potència d'un ampli ventall de fonts, incloent-hi combustibles fòssils, energia nuclear, i fonts renovables com ara energia mareomotriu, energia solar, i energia eòlica, o qualsevol combinació d'aquestes. De qualsevol forma, aquesta energia és llavors transmesa al vehicle a través de l'ús de línies d'alta tensió, transmissió d'energia sense fils com ara càrrega inductiva, o una connexió directa a través d'un vehicle elèctric. L'electricitat pot ser llavors emmagatzemada al vehicle fent servir una bateria elèctrica, supercondensador, o cel·la de combustible.
- En canvi, els vehicles de combustió sovint només poden derivar la seva energia de poques fonts, com ara combustibles fòssils no renovables.

## Història
Els vehicles elèctrics van aparèixer a mitjans del segle xix, quan l'electricitat era dels mètodes preferits per propulsar automòbils, oferint un nivell de confort i facilitat d'operació que no podia ser assolida pels cotxes de gasolina del moment. Durant dècades va haver una forta competència dels motors elèctrics vers els térmics tot i que, finalment, diversos motius van decantar la lluita del costat dels motors de combustió interna.
Al començament del segle xxi, l'augment en la preocupació per l'impacte ambiental de la infraestructura de transport basada en el petroli, juntament amb el preu d'aquest, ha portat a una revifada de l'interès en la infraestructura de transport elèctric. Així, vehicles que poden ser impulsats per fonts d'energia renovables, com ara vehicles elèctrics híbrids o vehicles elèctrics purs, són cada cop més populars. Andorra es convertí el 2017 en el tercer país del món amb més vehicles elèctrics a causa de l'impuls donat pel govern andorrà mitjançant subvencions públiques i els incentius fiscals.

## Desavantatges dels vehicles elèctrics
Molts dissenys elèctrics tenen una autonomia inferior que els dissenys de combustió, degut a la baixa densitat d'energia de les bateries en comparació amb els vehicles de motor de combustió interna. Els vehicles elèctrics tenen temps de recàrrega més llargs que el procés relativament ràpid de reomplir un dipòsit. Això és complicat a més per l'actual escassetat d'estacions públiques de recàrrega, tot i que són força menys necessàries per als vehicles elèctrics en l'ús quotidià.
Contràriament a la creença popular, d'acord amb una recerca del departament d'energia dels Estats Units d'Amèrica feta al Pacific National Laboratori, el 84% dels vehicles existents podrien ser convertits a híbrids sense necessitar cap nova infraestructura de xarxa. En termes de transport, el resultat net seria un 27% de reducció en les emissions de diòxid de carboni, una lleugera reducció en les emissions d'òxid de nitrogen, un increment en les emissions de partícules, les mateixes emissions de diòxid de sofre, i la quasi eliminació de les emissions de monòxid de carboni i de compostos orgànics volàtils. Les emissions serien desplaçades dels carrers i, per tant, tindrien menys efecte en la salut humana.
Els cotxes elèctrics i híbrids són vistos com a ecològics. Tot i que tenen emissions de carboni reduïdes, l'energia que consumeixen és sovint produïda per mitjans que alguns consideren que són nocius per al medi ambient, com ara carbó, energia nuclear, i energia hidroelèctrica. Els cotxes elèctrics poden portar als consumidors a creure que la compra d'aquest vehicles és una opció ecològica, mentre que l'opció que tindria zero impacte ambiental seria fer un canvi en l'estil de vida en favor de caminar, anar en bicicleta, o el teletreball. Els governs poden invertir en recerca i desenvolupament de vehicles elèctrics amb la intenció de reduir l'impacte al medi ambient en comptes de desenvolupar comunitats adaptades als vianants.

## Avantatges dels vehicles elèctrics
Un avantatge important dels vehicles elèctrics o híbrids és la seva capacitat de recuperar energia de frenada com a electricitat per a guardar en una bateria o retornar a la xarxa elèctrica.

### Mecàniques
Els motors elèctrics són mecànicament molt més simples que els motors de combustió.
Els motors elèctrics sovint assoleixen el 90% d'eficiència de conversió d'energia en tot el ventall de velocitats i potència i poden ser controlats amb precisió. També poden ser combinats amb sistemes de frenada regenerativa que tenen la capacitat de convertir l'energia del moviment en electricitat. Això pot ser utilitzat per a reduir el desgast dels sistemes de frenada i reduir la quantitat total d'energia requerida per a un viatge. La frenada regenerativa és especialment efectiva per a l'ús urbà de parar i arrancar.
Poden ser controlats amb precisió i ofereixen un alt par motor des del principi, a diferència dels motors de combustió, i no necessiten múltiples marxes per a assolir les corbes de potència. Això elimina la necessitat d'un canvi de marxes i de convertidors de par.
Els vehicles elèctrics ofereixen operació suau i silenciosa i en conseqüència menys soroll i vibració que els motors de combustió. Mentre que aquest és un atribut desitjable, també ha evocat preocupació, ja que l'absència dels sorolls habituals d'un vehicle aproximant-se suposa un perill per al vianants cecs, els d'edat avançada i els d'edat molt jove. Per a mitigar aquesta situació, els fabricants de cotxes i altres empreses estan desenvolupant sistemes que produeixen sorolls d'avís o sons distintius quan els vehicles elèctrics es mouen a poc a poc, fins a una velocitat on el moviment i el soroll de la rotació (el terra, la suspensió, el motor elèctric, etc.) esdevé audible.

### Ambientals
Els vehicles elèctrics gairebé no alliberen contaminants de l'aire al lloc on operen. A més, és generalment més fàcil construir sistemes de control de contaminació a les estacions elèctriques centralitzades que als cotxes.
Un altre avantatge és que els vehicles elèctrics típicament emeten menys contaminació acústica que els motors de combustió, tant quan estan quiets com en moviment. Els vehicles elèctrics no emeten fums d'escapament CO₂ ni contaminants com ara NOx.

### Elasticitat energètica
L'electricitat és una forma d'energia que es manté al contenidor on s'ha produït i pot ser obtinguda de diverses fonts. Com a resultat dona el grau més gran d'elasticitat energètica.

### Eficiència energètica
L'eficiència energètica teòrica màxima dels motors de combustió interna és del 30%. Els motors elèctrics actuals ja tenen una eficiència energètica superior al 90% per a transformar energia elèctrica en mecànica però aquesta energia elèctrica ha estat produïda en centrals tèrmiques per combustió de fòssils o a nuclears, és a dir que es tracta en realitat d'un 90% del 30% d'aquestes centrals, és a dir un 27%, inferior als motors de combustió, al qual cal restar les pèrdues a causa del transport, etc. Un major consum implica una major emissió de CO2 i a més la producció de residus radioactius.
En un "mix energètic" al qual s'inclou l'energia nuclear, com és el cas de Catalunya i el País Valencià, els ciutadans estan obligats a comprar tota l'electricitat que produeixen les centrals nuclears, tant de dia (més consum) com de nit (menys consum i igual quantitat de producció). Com l'electricitat no es pot guardar, l'energia produïda de nit es compra i es tira. Una bona manera d'aprofitar-la seria omplir els vehicles elèctrics, si més no els públics, de nit.

### Cost de recàrrega
En paraules del fabricant, el cotxe Chevrolet Volt costarà de recarregar "menys que un café". Amb preus dels Estats Units d'Amèrica del 9 d'agost del 2008 (3,60$ per galó), recarregar el volt costa la sisena part que recarregar un cotxe de gasolina (per a recórrer la mateixa distància). (Vegeu U.S. Retail Gasoline Prices).

### Estabilització de la xarxa
Existeix potencial per a permetre que els vehicles elèctrics de bateria millorin la resposta de la xarxa elèctrica donant electricitat a la xarxa durant les hores punta dels sistemes d'aire condicionat (mitja tarda), i permetent suficient càrrega per a l'ús de la tarda segons el perfil d'ús predit del vehicle.
A més, la nostra infraestructura elèctrica actual pot necessitar adaptar-se a participacions cada cop majors de fonts d'energia variables com ara molins eòlics i panels solars fotovoltaics. Aquesta variabilitat pot ser corregida ajustant la velocitat amb què cada bateria del vehicle elèctric és carregada, o possiblement inclús descarregada.
Alguns conceptes veuen estacions de canvi de bateries i de recàrrega de bateries, semblants a les estacions de gasolina actuals. Aquestes requeriran grans capacitats de càrrega i emmagatzemament, que podrien ser manipulades per a variar el ritme de càrrega, i per a donar energia durant períodes d'escassetat, com ara els generadors dièsel són utilitzats per a curts períodes per a estabilitzar algunes xarxes dels Estats Units.